# Szent Aidan
Szent Aidan vagy Lindisfarnei Szent Aidan angolul  Saint Aidan vagy Aidan of Lindisfarne (? – 651. augusztus 31.) angolszász szerzetes volt, a lindisfarnei apátság alapítója és első püspöke. A legendák szerint ő térítette Northumbria lakosságát a keresztény hitre.

## Élete
Szent Aidan életéről kevés adat áll rendelkezésre, a legmegbízhatóbb források Beda Venerabilis feljegyzései, aki néhol túlzottan nagy lelkesedéssel foglalkozik emlékével, de kevés egyedi dolgot közöl tevékenységéről.
Aidan ír szerzetes volt és valószínűleg Connacht vidékéről származott.
Aidan életének nagy részét a lindisfarnei apátságban töltötte (melyet 635 körül alapított) illetve magányos imádságban a szomszédos Farne-szigeten (Inner Farne) berendezett remetelakában. Számos missziós utat tett meg Észak-Angliában, melyekre gyakran elkísérte Szent Oszvald is, Northumbria királya. A két szent munkássága eredményeként könyvelik el az ország lakosságának keresztény hitre térítését.
Beda Venerabilis feljegyzéseiből tudni, hogy Aidan útjai során több templomot épített és lindisfarnei kolostorában iskolát alapított, melyben az általa kiválasztott tizenkét angol fiút népük jövendő papjaivá és apostolaivá képezték.
Aidan több kolostort is alapított, ezek sorsa azonban nem ismert. Női kolostorok alapítása is fűződik nevéhez és az ő kezéből vette föl a fátyolt a királyi családból származó Szent Hilda, aki később Whitby kolostorának apátnője lett.
A legendák szerint 651-ben, amikor a pogány angolszászok ostrom alá vették Bamburgh várát és megpróbálták falait felgyújtani, Aidan imájának köszönhetően a szél iránya megváltozott, a füstöt és a tüzet az ellenség felé fújva ezzel hátráltatva meg őket.
651. augusztus 31-én halt meg Bamburgh várában.